# کانا نومورا
کانا نومورا (انگلیسی: Kana Nomura؛ زادهٔ ۲۳ مارس ۱۹۹۰) بازیکن هاکی روی چمن زن اهل ژاپن است.